# Corethrodendron krassnowii
Corethrodendron krassnowii là một loài thực vật có hoa trong họ Đậu. Loài này được (B. Fedtsch.) B.H. Choi & H. Ohashi mô tả khoa học đầu tiên năm 2003.